# Хоэрт (Великобритания)
Хоэрт (англ. Haworth /ˈhæwɜːrθ/ — Хэ́уэрт) — деревня в Англии, Уэст-Йоркшир, известная, в первую очередь, как родина английских писательниц XIX века — сестёр Бронте (Шарлотты, Эмили и Энн). Деревня является популярным туристическим местом среди поклонников творчества сестёр.
В Хоэрте находится дом семьи Бронте, внутри которого сейчас располагается Музей семьи Бронте.